# Hengata spinosa
Hengata spinosa är en stekelart som beskrevs av John S. Noyes och Hayat 1984. Hengata spinosa ingår i släktet Hengata och familjen sköldlussteklar. Inga underarter finns listade i Catalogue of Life.